# Варпаховский, Николай Аркадьевич
Николай Аркадьевич Варпаховский (11 ноября 1862, Казанская губерния — 12 февраля 1909, Архангельск, Архангельская губерния, Российская империя) — российский зоолог, ихтиолог, популяризатор науки.

## Биография
В 1881 году поступил на физико-математический факультет Императорского Казанского университета. В студенческие годы начал исследования фауны рек и озёр Казанской губернии и на четвертом курсе получил золотую медаль за работу «Описание разностей и оценка признаков для различения видов карповых рыб волжского бассейна».
Окончив университет в 1885 году со званием кандидата, Николай Аркадьевич, по предложению профессоров Ф. В. Овсяникова, М. Н. Богданова и Н. П. Вагнера, был приглашён продолжить научную работу на два года. За это время были написаны «Очерк ихтиологической фауны Казанской губернии» и описание «Рыбы озера Ильмень и реки Волхова Новгородской губернии», опубликованные в «Записках Императорской Академии наук» в 1886 году.
В 1887 году учёный получил степень магистра.зоологии. Выпущенный в 1889 году отдельным изданием «Определитель рыб бассейна реки Волги» стал первой в России попыткой создать практическое пособие по ихтиологии.
В 1888 году Николая Аркадьевича приняли в Российское общество рыбоводства и рыболовства, а в 1889 году стал участником Первой Всероссийской рыбопромышленной выставки, получив за научные труды золотую медаль.
В 1891 году Варпаховского назначили старшим ревизором Астраханского управления рыбными и тюленьими промыслами. Параллельно он продолжал научную работу и готовил статьи для журнала «Рыбное дело».
В 1895 Министерством земледелия откомандирован для исследования рыболовства в бассейне реки Оби. Эта командировка, длившаяся два года, составила эпоху в истории рыбного промысла и побудила последователей продолжать его изучение. Книга «Рыболовство в бассейне реки Оби» — это отчёты Министерству земледелия и Государственных имуществ. В предисловии автор выразил уверенность: «Обилие и высокая ценность пород рыб, населяющих воды Сибири, дают полную уверенность, что сибирская рыбная промышленность в недалеком будущем разовьется и станет для населения источником очень доходного заработка». Многие положения книги сохранили актуальность до наших дней. Варпаховский описал «замор» на реке, орудия лова зимой и летом, а в главе «Рыболовные пески по рекам Оби, Иртышу и Тоболу, в пределах Тобольской губернии», указал названия мест рыбной ловли, их владельцев и местонахождение; кто арендовал пески и за какую плату; сколько рабочих нанимал.
Вместе с А. А. Дуниным-Горкавичем в 1896 году Николай Аркадьевич подготовил к публикации обзор «Состояние лесов Севера Тобольской губернии; эксплуатация их в настоящем и возможная в будущем» в «Ежегоднике Тобольского губернского музея», вып. VI 1896 г. В статье были даны обзор деятельности Самаровского лесничества за пять лет, список экспонатов Северного отдела, экспликация в карте Самаровского лесничества с указанием названий рыболовных песков, рыбопромышленных заведений, мест запоров и дровяных пристаней. Варпаховский изучал и описывал местных промысловых рыб, орудия и способы лова. Он стал активным корреспондентом Тобольского губернского музея, способствовал открытию в Тобольске отдела Императорского общества рыбоводства и рыболовства.
В 1896 году избран корреспондентом Зоологического музея Академии Наук.
В 1899 году, несмотря на болезнь, Николай Аркадьевич принял новое назначение — заведовать рыбным и морским промыслом Архангельской губернии. Он создал в Архангельске соответствующее Управление. За первые три года он подготовил исследования «Рыбный промысел в среднем течении реки Печоры» (1900) и «Рыбный промысел в Архангельской губернии в 1899 году» (1901), которые вышли отдельными изданиями.
Наряду с научными изысканиями Николай Аркадьевич вёл регистрацию тоней и заборов, знакомился с различными способами посолов рыбы. В круг его обязанностей входило также разрешение споров о владении и пользовании водами губернии.
Как и на прежних местах службы, в Архангельске Николай Аркадьевич активно участвовал в общественной жизни. В 1902—1905 годах он редактировал «Известия Архангельского отделения Императорского общества судоходства». Ему также принадлежит инициатива создания рыбопромышленного музея Крайнего Севера, открывшегося 15 января 1906 года, зоологической и химической лабораторий. Он организовал научно-техническую библиотеку-читальню, пожертвовав в неё личное книжное собрание. Он также создал народную аудиторию (Народный университет).
Дослужился до чина статского советника.
Николай Аркадьевич скончался в Архангельске 12 февраля 1909 года по старому стилю. После его смерти начинания на ниве народного просвещения были свёрнуты: сначала закрылся народный университет, затем библиотека, и наконец, музей. Вспоминая о начинаниях Варпаховского в 10-летнюю годовщину музея, автор губернской газеты назвал Николая Аркадьевича примером человека, который «и верил, и делал», и сгорел на службе обществу. Его следует помнить «не только как местного общественного деятеля и исследователя, но и как своеобразный яркий пример „роли личности в истории“ глухой провинции».